# Kazadi Mwamba
Kazadi Mwamba (6. března 1947, Lubumbashi – 1998) byl konžský fotbalový brankář.

## Fotbalová kariéra
Byl členem reprezentace Zairu na Mistrovství světa ve fotbale 1974, nastoupil ve všech 3 utkáních. Za reprezentaci DR Kongo/Zairu hrál v letech 1968–1976. Na klubové úrovni chytal za TP Englebert Lubumbashi/TP Mazembe, se kterým získal 5krát mistrovský titul.